# Niccolò Ammaniti

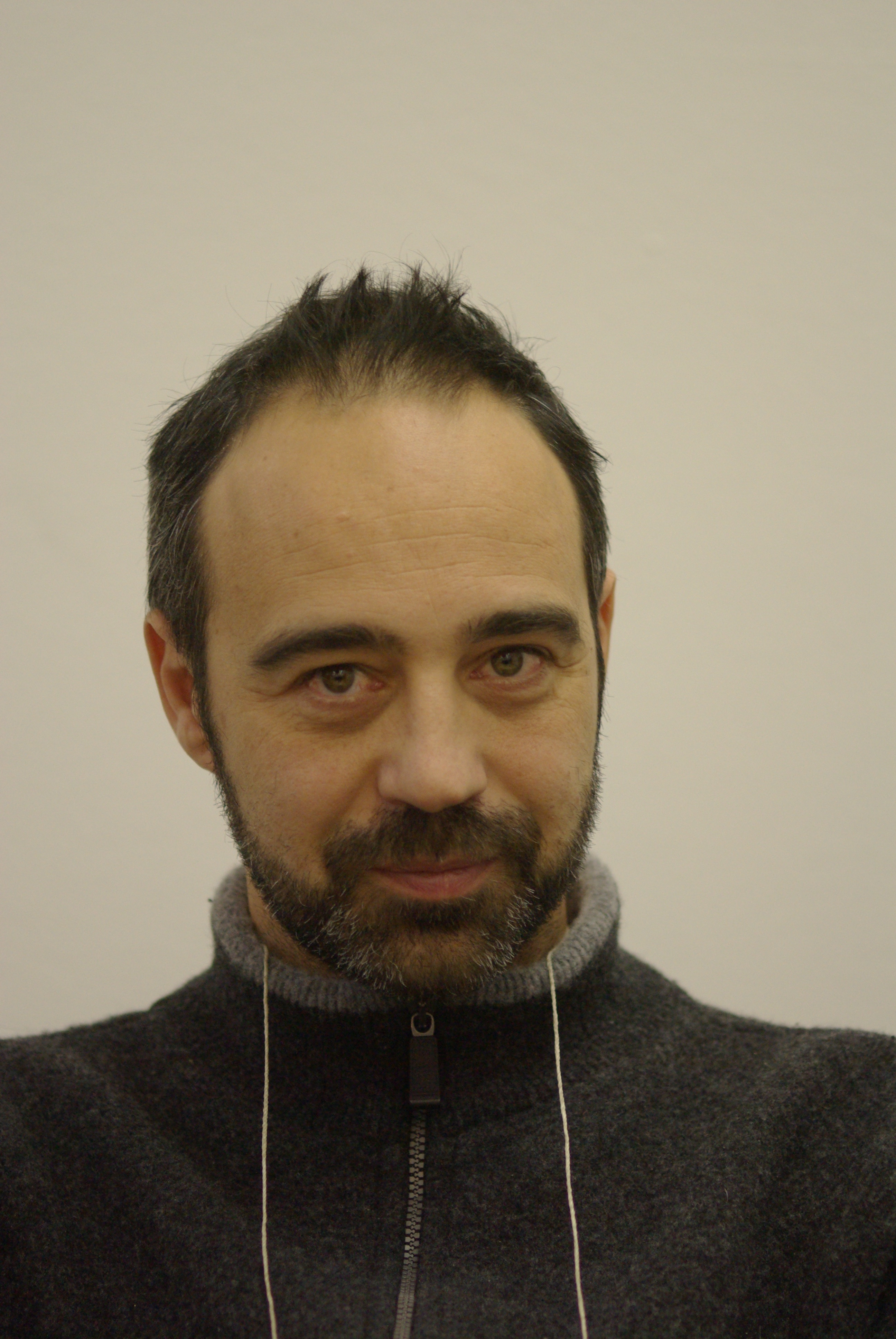
Niccolò Ammaniti (2010)

Niccolò Ammaniti (* 25. September 1966 in Rom) ist ein italienischer Schriftsteller und gelegentlicher Drehbuchautor.

## Leben und Werk
Ammaniti ist der Sohn eines international bekannten Kinderpsychoanalytikers, sein Biologiestudium hat er abgebrochen. Er war in den 90er Jahren Teil der italienischen Schriftstellergruppe I Cannibali (‚Die Kannibalen‘), an deren Anthologie Gioventù Cannibale (‚Kannibalische Jugend‘) er mit einer gemeinsam mit Luisa Brancaccio geschriebenen Erzählung mitgewirkt hat.
Nach Veröffentlichungen von Essays und Erzählungen gelang ihm in Italien mit L’ultimo capodanno (deutscher Titel: Die letzte Nacht auf den Inseln) der Durchbruch. Etliche seiner Werke lieferten die Vorlage für Filme, so auch jenes, das bis heute als sein bekanntestes gilt: Io non ho paura (Ich habe keine Angst). Der 2001 erschienene Roman wurde von dem oscarprämierten Regisseur Gabriele Salvatores im Jahr 2002 verfilmt (siehe: Ich habe keine Angst).
Seit Ende der 90er Jahre ist Ammaniti auch als Drehbuchautor tätig, wobei er an Verfilmungen der eigenen Werke beteiligt ist. 2012 entstand der Film Ich und Du nach dem Roman Du und ich von 2010. Für die im Jahre 2018 in Italien, 2019 von Arte ausgestrahlte achtteilige Serie Ein Wunder (Il miracolo) schrieb er das Drehbuch und führte Regie. Ende 2021 zeigt der Kultursender Arte die Verfilmung des dystopischen Jugendromans Anna von 2015 in sechs Teilen, in der alle erwachsenen Menschen nach der Pubertät von einer viralen Seuche dahingerafft werden. Die Verfilmung des Endzeitdramas fand noch vor Ausbruch der weltweiten Covid-19-Pandemie ihren Abschluss.
Nach achtjähriger Schreibpause erschien 2023 sein Roman Intimleben, in dem er das zeitgenössische Italien grell überzeichnet.

## Ehrungen
- 2001: Premio Viareggio für den Roman Io non ho paura
- 2001: Premio Vittorini für Io non ho paura
- 2007: Premio Strega für den Roman Come Dio comanda
- 2023: Premio Viareggio für den Roman La vita intima

## Werke (Auswahl)
Erzählungen
- Mein und Alles. In: Giancarlo De Cataldo (Hrsg.): Ich weiß um deine dunkle Seele. Neun Italien-Krimis („Crimini“). BLT Verlag, Bergisch Gladbach 2008, ISBN 978-3-404-92288-8, S. 7–62.[3]
- Seratina. In: Daniele Brolli (Hrsg.): Gioventù cannibale. Einaudi, Turin 2007, ISBN 88-06-14268-2.[4]

Romane
- Die letzte Nacht auf den Inseln. Roman (Branchie, 1994). Goldmann, München 1998, ISBN 3-442-54049-6.
- Nel nome del figlio. L’adolescenza raccontata da un padre e da un figlio. 5. Aufl. Mondadori, Mailand 2008, ISBN 978-88-04-51288-2 (Oscar saggi; 735).
- Fango. Mondadori, Mailand 1996, ISBN 88-04-40667-4.
- Fort von hier. Roman (Ti prendo e ti porto via, 1999). Fischer-Taschenbuchverlag, Frankfurt/M. 2008, ISBN 978-3-596-17759-2.
- Ich habe keine Angst. Roman (Io non ho paura, 2001). Goldmann, München 2004, ISBN 3-442-45718-1 (früherer Titel: Die Herren des Hügels).
- Wie es Gott gefällt. Roman (Come Dio comanda, 2006). Fischer-Taschenbuchverlag, Frankfurt/M. 2010, ISBN 978-3-596-17758-5.
- Che la festa cominci. Einaudi, Turin 2009, ISBN 978-88-06-19101-6.
- Io e te. Einaudi, Turin 2010, ISBN 978-88-06-20680-2.
- Die letzte Nacht. Roman (L’ultimo capodanno dell’umanità). Fischer-Taschenbuchverlag, Frankfurt/M. 2010, ISBN 978-3-596-17760-8.
- Anna. Roman (Anna, 2015). Aus dem Italienischen von Luis Ruby. Eisele Verlag, München 2018, ISBN 978-3-96161-009-9.[5]
- Intimleben. Roman (La vita intima, 2023). Aus dem Italienischen von Verena von Koskuli. Eisele Verlag, München 2023, ISBN 978-3-96161-169-0.